# グッド・ウィル・ハンティング/旅立ち
『グッド・ウィル・ハンティング/旅立ち』（グッド・ウィル・ハンティング/たびだち、Good Will Hunting）は、1997年より公開されたミラマックス製作によるアメリカ合衆国の映画。マット・デイモンとベン・アフレックの脚本によるドラマ映画である。
天才的な頭脳を持ちながらも幼い頃に負ったトラウマから逃れられない一人の青年と、最愛の妻に先立たれて失意に喘ぐ心理学者との心の交流を描いたヒューマンドラマである。
1997年12月のワールドプレミアでは当時は無名の俳優であったマット・デイモンが執筆した脚本の完成度の高さに注目が集まり、最終的にアカデミー賞やゴールデングローブ賞で脚本賞を受賞するなど高い評価を受けた。

## ストーリー
フィールズ賞受賞者でマサチューセッツ工科大学数学科教授のジェラルド・ランボーは、数学科の学生たちに代数的グラフ理論の難問を出す。世界屈指の優秀な学生たちが悪戦苦闘する中、いとも簡単に正解を出す者が現れた。その人物は学生ではなく、大学でアルバイト清掃員として働く孤児の青年ウィル・ハンティングであった。
ランボーはウィルの非凡な才能に目をつけ、彼の才能を開花させようとするが、ウィルはケンカをしては鑑別所入りを繰り返す素行の悪い青年だった。ランボーはウィルを更生させるため様々な心理学者にウィルを診てもらうが、皆ウィルにいいようにあしらわれ、サジを投げ出す始末。ランボーは最後の手段として、学生時代の同級生ショーン・マグワイアにカウンセリングを依頼する。ショーンはバンカーヒル・コミュニティ・カレッジで教壇に立つ心理学の講師で、ランボーとは不仲であったが、ウィルの更生のため協力することになった。
ショーンは大学講師として表面的には健全な社会生活を送りながらも、最愛の妻を病気で亡くしたことから孤独に苛まれていた。事情を知らないウィルは当初ショーンをからかっていたが、やがて互いに深い心の傷を負っていることを知り、次第に打ち解けていく。さらにハーバード大学の女学生スカイラーとの恋を通して、ウィルは自分の将来を模索する人間へと徐々に成長していく。

## 登場人物
ウィル・ハンティング
演 - マット・デイモン
スラム育ちの青年。天才的な頭脳を持つ。
ショーン・マグワイア
演 - ロビン・ウィリアムズ
妻に先立たれた男。ウィルのセラピーを担当する。
チャッキー・サリヴァン
演 - ベン・アフレック
ウィルの友人。ウィルを支える一人。
ジェラルド・ランボー
演 - ステラン・スカルスガルド
数学者。大学教授でもある。
スカイラー
演 - ミニー・ドライヴァー
ウィルが恋した女性。
モーガン・オマリー
演 - ケイシー・アフレック
ウィルの友人。
ビリー・マクブライド
演 - コール・ハウザー
ウィルの友人。
トム
演 - ジョン・マイトン（英語版）
ランボーの助手。
クラーク
演 - スコット・ウィリアム・ウィンタース（英語版）
学生。

## キャスト
| 役名                   | 俳優                                         | 日本語吹替 | 日本語吹替 |
| 役名                   | 俳優                                         | ソフト版   | 機内上映版 |
| ---------------------- | -------------------------------------------- | ---------- | ---------- |
| ウィル・ハンティング   | マット・デイモン                             | 宮本充     | 石田彰     |
| ショーン・マグワイア   | ロビン・ウィリアムズ                         | 樋浦勉     |            |
| チャッキー・サリヴァン | ベン・アフレック                             | 堀内賢雄   | 後藤敦     |
| ジェラルド・ランボー   | ステラン・スカルスガルド                     | 津嘉山正種 |            |
| スカイラー             | ミニー・ドライヴァー                         | 小林優子   |            |
| モーガン・オマリー     | ケイシー・アフレック                         | 高木渉     |            |
| ビリー・マクブライド   | コール・ハウザー                             | 中田和宏   |            |
| トム                   | ジョン・マイトン（英語版）                   | 長島雄一   |            |
| クラーク               | スコット・ウィリアム・ウィンタース（英語版） | 檀臣幸     |            |

## スタッフ
- 監督：ガス・ヴァン・サント
- 製作総指揮：ボブ・ワインスタイン、ハーヴェイ・ワインスタイン、ジョナサン・ゴードン、スー・アームストロング
- 製作：ローレンス・ベンダー
- 脚本：マット・デイモン、ベン・アフレック
- 撮影：ジャン＝イヴ・エスコフィエ
- 美術：メリッサ・スチュワート
- 編集：ピエトロ・スカリア
- 音楽：ダニー・エルフマン
- 音楽監修：ジェフリー・キンボール
- 主題歌：エリオット・スミス「MISS MISERY」
- 衣装デザイン：ベアトリックス・アルーナ・パストーリ

## 製作
俳優として当時まだ無名であったマット・デイモンがハーバード大学在学中の1992年、シナリオ製作の授業のために執筆した40ページの戯曲を親友であるベン・アフレックに見せたことから映画化に向けた脚本を共同で執筆した。
2年を経て完成した第一稿を映画プロデューサーのクリス・ムーアが絶賛したことから、キャッスル・ロック・エンターテインメントが映画化権を取得した。一向に映画化が実現せず歳月は流れたが、アフレックが自身の出演した映画『チェイシング・エイミー』の監督であるケヴィン・スミスとプロデューサーのスコット・モシャーに脚本を見せたところ、スミスとモシャーも好感を抱く。知人を介して脚本に目を通したハーヴェイ・ワインスタインとジョナサン・ゴードンは映画化を即決し、作品は製作に至った。

## 受賞/ノミネート
- 第70回アカデミー賞
  - 受賞 - 助演男優賞（ロビン・ウィリアムズ）/脚本賞
  - ノミネート - 作品賞/監督賞/主演男優賞（マット・デイモン）/助演女優賞（ミニー・ドライヴァー）/主題歌賞/音楽賞/編集賞
- 第55回ゴールデングローブ賞
  - 受賞 - 脚本賞
  - ノミネート - ドラマ部門作品賞/ドラマ部門男優賞（マット・デイモン）/助演男優賞（ロビン・ウィリアムズ）
- 第48回ベルリン国際映画祭　
  - 受賞 - 銀熊賞（貢献賞）
  - ノミネート - 金熊賞
- 第3回クリティクス・チョイス・アワード
  - 受賞- オリジナル脚本賞/ブレイクスルー賞
  - ノミネート - 作品賞